# Giant (fiets)

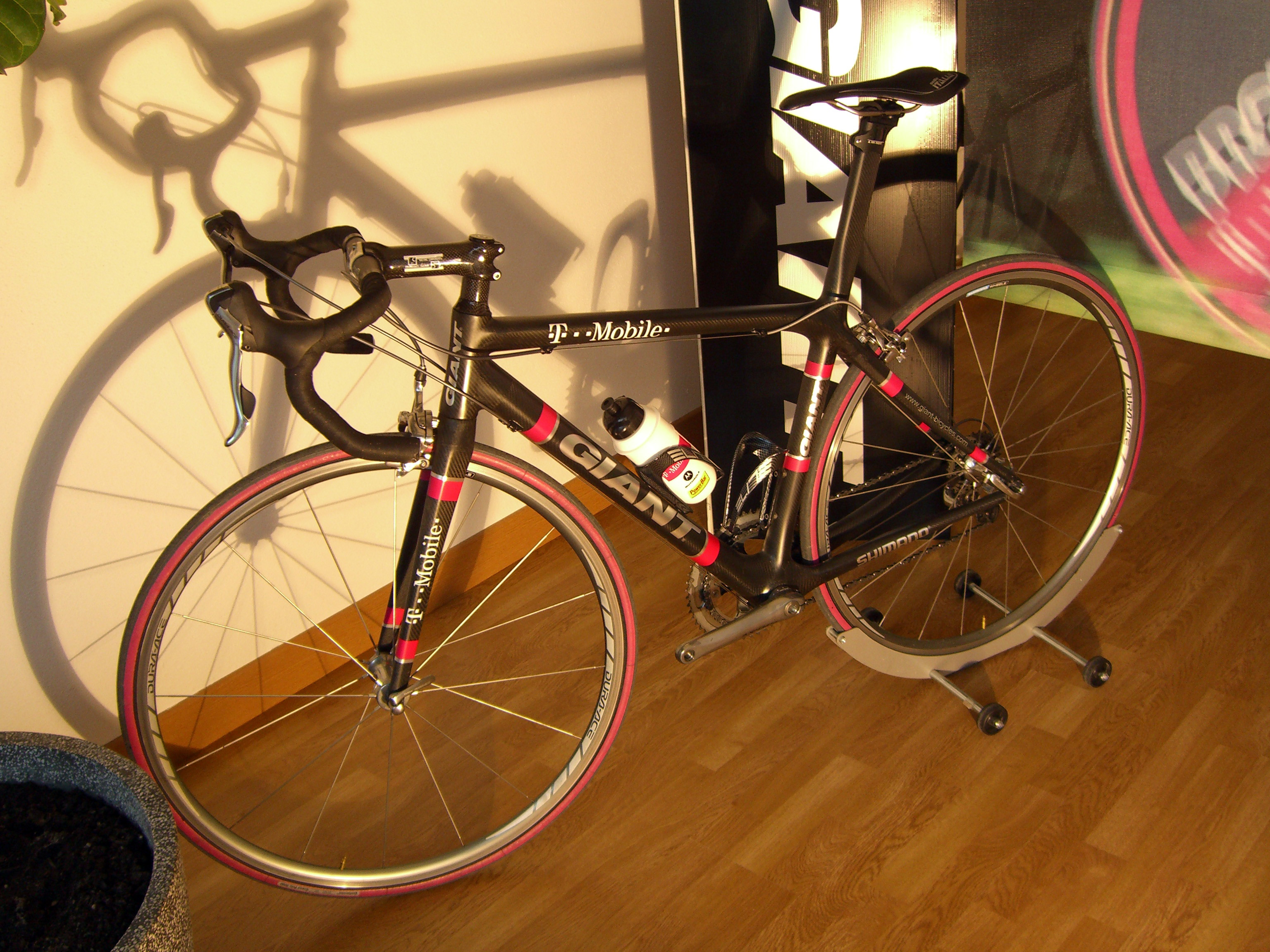
De Giant van Aleksandr Vinokoerov.

Giant is een Taiwanese constructeur van fietsen (racefietsen, stadsfietsen en mountainbikes). Giant werd in 1972 opgericht. In 2002 produceerde Giant wereldwijd 4,7 miljoen fietsen. Behalve in Taiwan, heeft Giant fietsfabrieken in de Volksrepubliek China en in Nederland (Lelystad).

## Wielersponsor
In het wielrennen was Giant de officiële fietsenleverancier van het Duitse ProTour-team T-Mobile Team en ook de Spaanse wielerploeg ONCE reed op Giant-fietsen. Daarnaast levert het ook fietsen aan kleinere ploegen zoals het Taiwanese Giant Asia Racing Team. Vanaf 2009 levert Giant fietsen voor de wielerploeg Rabobank en diens opvolger Belkin Pro Cycling. In 2013 leverden ze ook de wielerkleding voor de (tijdelijke) opvolger van Rabobank, Blanco Pro Cycling. Van 2014 tot en met 2018 was de fietsenmaker sponsor van Team Sunweb en was van 2014 tot en met het seizoen 2016 ook naamgever van die ploeg. Sinds het seizoen 2019 rijden de renners van de Poolse formatie CCC Team op fietsen van Giant.

## Damesmerk Liv
Giant voert een merk dat speciaal gericht is op vrouwen: Liv. Sinds 2013 is de naam Liv verbonden met de Nederlandse dameswielerploeg Liv Racing TeqFind die eerder onder meer Rabobank-Liv Giant, Rabobank-Liv Woman, en CCC-Liv heette. Ook de damesploeg van Sunweb, Liv-Plantur werd een paar jaren gesponsord, en de Australische ploeg Roxsolt Liv SRAM. De wielerploeg China Liv Pro Cycling uit Hongkong begon in 2015 onder de naam China Chongming-Liv-Champion System Pro Cycling.